# Lothar Kobluhn
Lothar Kobluhn (n. Oberhausen, 12 de abril de 1943) fue un jugador de fútbol profesional alemán que jugaba en la demarcación de centrocampista.

## Biografía
Lothar Kobluhn debutó como futbolista profesional en 1962 con el BV Osterfeld a los 19 años de edad. Tras una temporada en el club, fue fichado por el Rot-Weiß Oberhausen. En la temporada 1970/71 llegó a ser el Máximo goleador de la Bundesliga con 24 goles. Tras once temporadas en el club y habiendo marcado 41 goles en 137 partidos jugados, Lothar Kobluhn fue traspasado al SG Wattenscheid 09, club en el que finalizó su carrera como futbolista profesional en 1977 a los 34 años de edad.

## Clubes
| Club                | País                | Año         | Partidos | Goles |
| ------------------- | ------------------- | ----------- | -------- | ----- |
| BV Osterfeld        | Alemania Occidental | 1962 - 1963 | ¿?       | ¿?    |
| Rot-Weiß Oberhausen | Alemania Occidental | 1963 - 1974 | 137      | 41    |
| SG Wattenscheid 09  | Alemania Occidental | 1974 - 1977 | 49       | 6     |